# Dalmatinska nogometna liga – Južna skupina 1989./90.
Dalmatinska nogometna liga – Južna skupina (također i kao Dalmatinska nogometna liga – Jug) je bila jedna od tri skupine Dalmatinske nogometne lige u sezoni 1989./90., petog stupnja nogometnog prvenstva Jugoslavije. 
 
Sudjelovalo je 12 klubova, a prvak je bio "Orebić". 

## Ljestvica
| mj. | klub               | ut. | pob. | ner.   | por. | gol+ | gol- | bod |
| --- | ------------------ | --- | ---- | ------ | ---- | ---- | ---- | --- |
| 1.  | Orebić             | 20  | 14   | 2 (0)  | 4    | 60   | 17   | 28  |
| 2.  | Maestral Krvavac   | 21  | 12   | 2 (1)  | 7    | 43   | 21   | 25  |
| 3.  | Konavljanin Čilipi | 19  | 11   | 3 (2)  | 5    | 30   | 20   | 24  |
| 4.  | Gusar Komin        | 21  | 9    | 8 (5)  | 4    | 37   | 17   | 23  |
| 5.  | Metković           | 20  | 9    | 2 (2)  | 10   | 29   | 27   | 20  |
| 6.  | Mladost Dubravka   | 21  | 9    | 3 (2)  | 9    | 25   | 29   | 20  |
| 7.  | Zmaj Blato         | 20  | 8    | 3 (1)  | 9    | 25   | 34   | 17  |
| 8.  | Cavtat             | 20  | 6    | 4 (1)  | 10   | 19   | 37   | 12  |
| 9.  | SOŠK Ston          | 20  | 4    | 10 (4) | 6    | 26   | 37   | 12  |
| 10. | Hajduk Vela Luka   | 21  | 5    | 4 (2)  | 12   | 13   | 38   | 12  |
| 11. | Mladost Trn        | 19  | 3    | 4 (3)  | 12   | 15   | 52   | 9   |
|     | Grk Potomje        | 11  | 3    | 3 (1)  | 5    | 10   | 16   | 7   |

- U slučaju neodlučenog rezultata su se izvodili jedanaesterci, nakon kojih bi pobjednik dobio 1 bod, a poraženi ne bi osvojio bod.
- Ljestvica je prikazana bez pojedinih rezultata
- "Grk" iz Potomja odustao nakon zimske pauze

## Rezultatska križaljka
| kratica | klub               | CAV   | GUS            | HAJ | KON            | MAE | MET | MLAD           | MLAT | ORE            | SOŠK           | ZMAJ           | GRK |
| --- | ------------------ | ----- | -------------- | --- | -------------- | --- | --- | -------------- | ---- | -------------- | -------------- | -------------- | --- |
| CAV | Cavtat             |       |                | 4:3 |                |     | 2:1 |                |      |                |                | 3:0            |     |
| GUS | Gusar Komin        |       |                |     | 3:0            | 1:2 |     |                |      | 1:1 (7:6 11 m) |                |                |     |
| HAJ | Hajduk Vela Luka   | 0:1   | 0:0 (5:4 11 m) |     |                |     |     |                |      |                |                | 1:1 (5:6 11 m) |     |
| KON | Konavljanin Čilipi | 2:1   |                |     |                |     |     | 1:1 (7:8 11 m) |      | 2:0            | 2:2 (4:3 11 m) |                | 1:0 |
| MAE | Maestral Krvavac   | 1:0   | 2:1            |     |                |     |     |                | 4:1  |                |                | 4:0            |     |
| MET | Metković           | 4:1 p |                |     |                |     |     |                | 3:2  | 0:2            | 1:2            | 2:0            |     |
| MLAD | Mladost Dubravka   |       | 2:2 (5:4 11 m) |     |                |     |     |                |      | 3:1            | 1:0            |                |     |
| MLAT | Mladost Trn        | 0:1   |                |     |                | 0:8 |     |                |      |                |                | 1:0            |     |
| ORE | Orebić             |       | 1:1 (3:4 11 m) | 0:1 |                | 1:0 |     | 5:0            |      |                |                |                |     |
| SOŠK | SOŠK Ston          |       |                | 6:2 | 1:1 (2:4 11 m) |     |     |                |      |                |                |                |     |
| ZMAJ | Zmaj Blato         |       |                |     |                |     | 2:0 |                |      |                | 1:1 (1:4 11 m) |                |     |
| GRK | Grk Potomje        |       |                |     |                |     |     | 2:1            |      |                |                |                |     |
| |                    |       |                |     |                |     |     |                |      |                |                |                |     |
| podebljan rezultat - utakmice od 1. do 11. kola (1. utakmica između klubova) rezultat normalne debljine - utakmice od 12. do 22. kola (2. utakmica između klubova) rezultat nakošen - nije vidljiv redoslijed odigravanja međusobnih utakmica iz dostupnih izvora rezultat nakošen i smanjen * - iz dostupnih izvora nije uočljiv domaćin susreta prekrižen rezultat - poništena ili brisana utakmica p - utakmica prekinuta 3:0 p.f. / 0:3 p.f. - rezultat 3:0 bez borbe (_:_ 11 m) - rezultat u raspucavanju jedanaesteraca u slučaju neriješenog rezultata |                    |       |                |     |                |     |     |                |      |                |                |                |     |

 Izvori: 

## Kvalifikacije za Hrvatsku ligu – Jug
Igrano u Dugom Ratu od 25. do 27. svibnja 1990. 
| Mračaj Runović |  | – |  | Orebić                |  | 2:2 (5:3 11 m) |  |  |
| Orebić         |  | – |  | Jedinstvo Islam Grčki |  | 2:0            |  |  |
| Mračaj Runović |  | – |  | Jedinstvo Islam Grčki |  | 3:0 p.f.       |  |  |

"Mračaj" i "Orebić" ostvarili plasman u Hrvatsku nogometnu ligu – Jug. 

## Unutaarnje poveznice
- Dalmatinska liga – Sjeverna skupina 1989./90.
- Dalmatinska liga – Srednja skupina 1989./90.
- Hrvatska liga – Jug 1989./90.